# Bayernkolleg Augsburg
Das Bayernkolleg Augsburg in Augsburg ist eine staatliche Bildungseinrichtung zur Erlangung der allgemeinen Hochschulreife. Diese Einrichtung des Zweiten Bildungsweges ermöglicht es Erwachsenen, die bereits im Berufsleben gestanden oder einen Haushalt geführt haben, in drei Jahren das Abitur nachzuholen.
Das Kolleg vermittelt Allgemeinbildung mit der Kenntnis zweier Fremdsprachen. Es verfolgt das gleiche Ziel wie das Gymnasium, dessen Lehrpläne in den Jahrgangsstufen 11 und 12 auch für diese Bildungseinrichtung gelten. In den beiden letzten Jahrgangsstufen wird nach dem System der bayerischen reformierten Oberstufe des Gymnasiums unterrichtet. Die Abschlussprüfung für die Absolventen des Kollegs entspricht jener für Gymnasiasten. Die Ausbildung am Kolleg wird nach dem BAföG gefördert.
Das Bayernkolleg Augsburg nahm 1966 seine Lehrtätigkeit auf. Der Schule angeschlossen ist ein Wohnheim für 60 Absolventen sowie Aufenthalts- und Freizeiträumen. Mehr als 500 Kollegiaten besuchen die Bildungseinrichtung für Erwachsene.

## Aufnahmekriterien

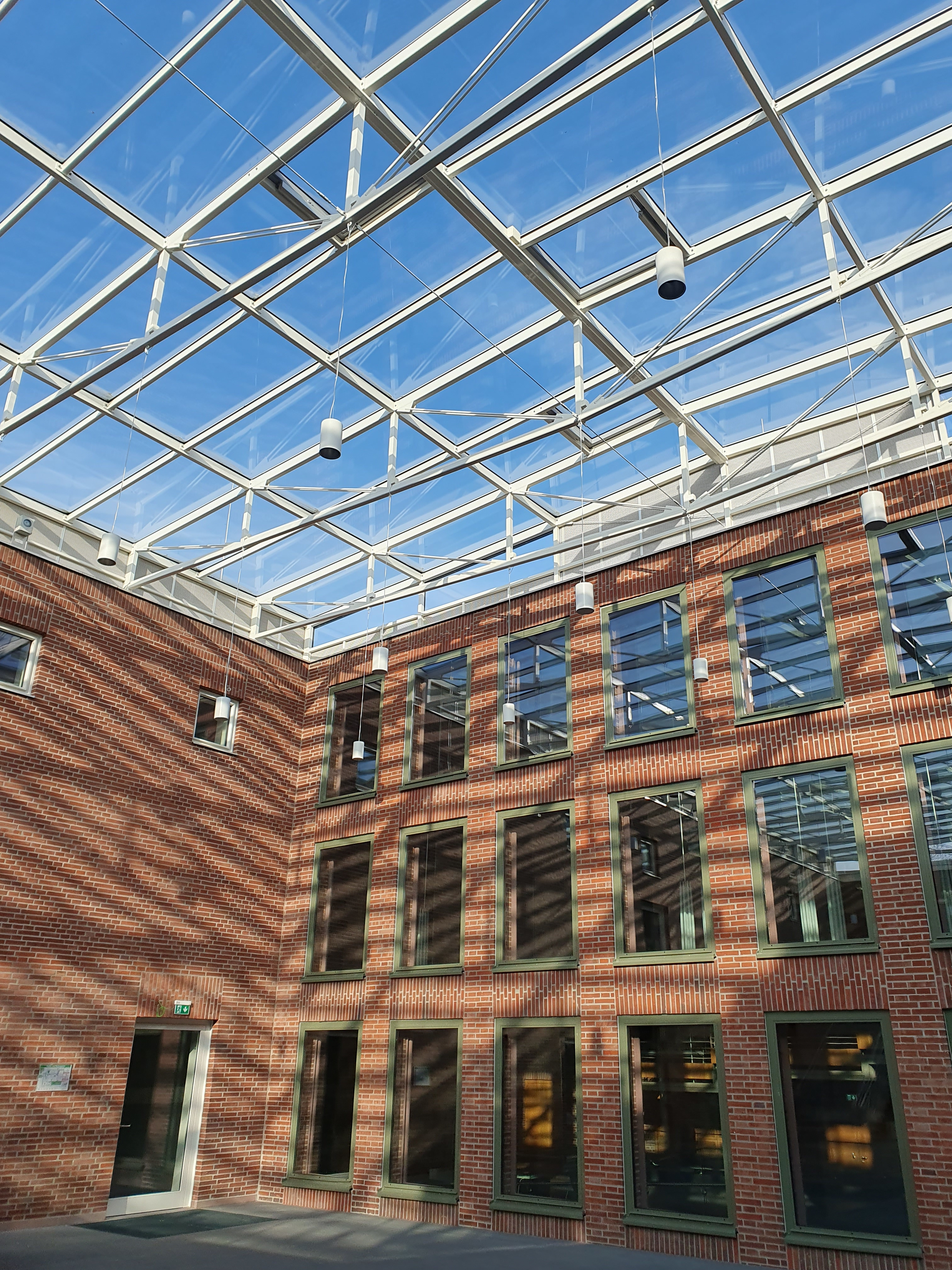
Überdachter Innenhof des Bayernkollegs

Nach Angaben des Kollegs gelten folgende Bedingungen für den Eintritt in die Jahrgangsstufe 1:
- ein Mindestalter von 18 Jahren (17 Jahre für den Vorkurs)
- eine abgeschlossene Berufsausbildung bzw. eine regelmäßige zweijährige Berufstätigkeit (Arbeitslosigkeit, Wehr- oder Zivildienst sind bis zu einem Jahr anrechenbar; die Führung eines Familienhaushalts ist einer Berufstätigkeit gleichgestellt)
- Nachweis eines mittleren Schulabschlusses, z. B. Fachschulreife, Abschluss einer Real- oder Wirtschaftsschule, erfolgreicher Abschluss der 10. Jahrgangsstufe eines Gymnasiums oder einer Hauptschule, qualifizierter beruflicher Bildungsabschluss, Abschlusszeugnis einer Berufsschule oder einer Berufsfachschule, erfolgreicher Besuch der Vorklasse der BOS
- Bestehen der Probezeit am Kolleg. Diese dauert bis zum Ende des ersten Schulhalbjahres; erst dann wird auf der Grundlage der erbrachten Leistungen, der Arbeitshaltung und gegebenenfalls unter Berücksichtigung besonderer persönlicher Umstände entschieden, ob ein Erreichen des Bildungsziels und somit ein Verbleib am Kolleg möglich ist.

Unter bestimmten Voraussetzungen kann man auch ohne mittleren Schulabschluss in die Jahrgangsstufe 1 oder direkt in die Jahrgangsstufe 2 eintreten. In beiden Fällen wird eine spezielle Aufnahmeprüfung verlangt. So kann die direkte Aufnahme in die Qualifikationsphase beispielsweise in Betracht kommen, wenn jemand die 10. Klasse des achtjährigen Gymnasium bestanden und dann den Schulbesuch abgebrochen hat oder neben guten Kenntnissen in Französisch, Latein oder Spanisch bereits die Fachhochschulreife vorweisen kann.

## Aufnahmeverfahren
Eine Zulassung zum Besuch des Bayernkollegs erhält (unabhängig von den sonstigen Voraussetzungen), wer entweder ein Vorstellungsgespräch mit der Schulleitung geführt hat oder den Weg über einen Eignungstest mit der anschließenden Beratung gegangen ist.
Dem Eignungstest geht ein dreiteiliger Einführungskurs voran. Darin erhält der Bewerber Aufschluss darüber, welches Vorwissen in den einzelnen Fächern nötig ist und über welche Fähigkeiten er verfügen muss, um die Anforderungen am Beginn der Jahrgangsstufe 1 zu erfüllen.

## Vorkurs
Ein zwölfmonatiger Vorkurs bietet auch Bewerbern ohne mittleren Schulabschluss die Möglichkeit, in das Kolleg einzutreten. Mit dem erfolgreichen Abschluss des Vorkurses gelangen diese in die Jahrgangsstufe 1 des Kollegs. In den Vorkurs kann eintreten wer mindestens 17 Jahre alt ist und eine abgeschlossene Berufsausbildung hat oder eine mindestens zweijährige Berufstätigkeit nachweisen kann. Es gibt keine Aufnahmeprüfung. Die Eignung für die Ausbildung am Kolleg wird in einem Vorstellungs- und Beratungsgespräch geklärt.
Es findet im Vorkurs über ein Schuljahr hinweg Vollzeitunterricht statt, in der Regel von 8 bis 13 Uhr. Unterrichtsfächer sind Deutsch, Englisch, Mathematik, Physik, (Chemie), Biologie, Geschichte und Geographie. Hinzu kommt nach Möglichkeit ein Kurs „Sprachpropädeutik“ zum Erwerb grammatikalischer Grundkenntnisse als Ergänzung zum Unterricht in Deutsch und den Fremdsprachen. Spezielle Vorkenntnisse werden in den einzelnen Fächern nicht vorausgesetzt.
Der Vorkurs ist in zwei unabhängige Halbjahre unterteilt. Im ersten Halbjahr dominieren Deutsch, Mathematik und Englisch. Hinzu kommt Unterricht in Biologie und Gesellschaftswissenschaften. Es gilt als bestanden, wenn es höchstens in einem Fach zu mangelhaften Leistungen gekommen ist. Im zweiten Halbjahr erstreckt sich der Unterricht auf Deutsch, Mathematik, Englisch, Physik, Chemie, Geschichte, Geografie und Sozialkunde/Wirtschaft. Man besteht diesen Abschnitt ebenfalls, wenn es höchstens in einem Fach zu mangelhaften Leistungen gekommen ist. Das Abschlussniveau entspricht jenem der Realschule.

## Ausbildungsverlauf
Die Ausbildung dauert drei Schuljahre (ohne Vorkurs). Es wird analog zum Gymnasium vormittags, teilweise auch nachmittags in 45-Minuten-Einheiten unterrichtet; der Samstag ist schulfrei. Eine hauptberufliche Tätigkeit scheidet während der Dauer des Schulbesuchs aus.
Die Ausbildung gliedert sich in eine einjährige Eingangsphase (Jahrgangsstufe 1) und eine zweijährige Qualifizierungsphase (Jahrgangsstufen 2 und 3).

### Eingangsphase (Jahrgangsstufe 1)
In der Jahrgangsstufe 1 wird Unterricht in den Kernfächern Deutsch, Mathematik, Englisch, Physik und einer weiteren Fremdsprache (Latein, Französisch oder Spanisch) erteilt. Hinzu kommen die Vorrückungsfächer Geschichte mit Sozialkunde, Geografie, Wirtschaft einschließlich Recht, Biologie, Chemie und Religion (ev. oder kath.) bzw. Ethik. Als Wahlfächer stehen Informatik, Kunst, Musik oder Chor zur Verfügung.
Der erfolgreiche Abschluss der Jahrgangsstufe 1 beinhaltet den mittleren Schulabschluss.

### Qualifizierungsphase (Jahrgangsstufen 2 und 3)
Der Unterricht findet in Klassen, Kursen und Seminaren statt. Das Fächerangebot gliedert sich in:
- ein Pflichtprogramm, zu dem die Fächer Deutsch, Fremdsprache, Mathematik, Religion/Ethik, Geschichte und Sozialkunde gehören;
- ein Wahlpflichtprogramm, in dem es möglich ist, individuelle Schwerpunkte zu setzen.
- frei wählbare Fächer wie Kunst, Musik, Chor, Philosophie, Zeitgeschichte, darstellendes Spiel oder Griechisch.

In der zweijährigen Qualifizierungsphase wird das Lernprogramm nach bestimmten Regeln selbst zusammengestellt. In Bayern gibt es als Besonderheit die Belegung von zwei jeweils zweistündigen Seminaren: das Wissenschaftspropädeutische Seminar (W-Seminar) und das Projektseminar zur Studien- und Berufsorientierung (P-Seminar). Das W-Seminar soll erste Erfahrungen zum wissenschaftlichen Arbeiten vermitteln, das P-Seminar neben Hilfestellungen zur Berufs- und Studienwahl einen Einblick ins Projektmanagement geben.
Im Abitur werden Leistungsnachweise verlangt in fünf Fächern: Deutsch, Mathematik, eine Fremdsprache, ein gesellschaftswissenschaftliches Fach und ein weiteres Fach. Es sind die regulären, zentral erarbeiteten Aufgabenstellungen zu Abiturprüfungen an bayerischen Gymnasien von den Kollegiaten zu lösen.

## Förderung
Der Besuch des Bayernkollegs ist kostenlos. Die meisten Lehrmittel werden gestellt. Allerdings werden Kosten für die Kopien, die im Unterricht verwendet werden, erhoben.
Alle Kollegiaten, die vor Vollendung des 30. Lebensjahres in die Jahrgangsstufe 1 des Kollegs eintreten, werden maximal vier Jahre nach dem Bundesausbildungsförderungsgesetz (BAföG) elternunabhängig gefördert. Der Besuch des Vorkurses wird in der Regel elternabhängig gefördert.
Anträge können bei Schuleintritt gestellt werden.

## Wohnheim

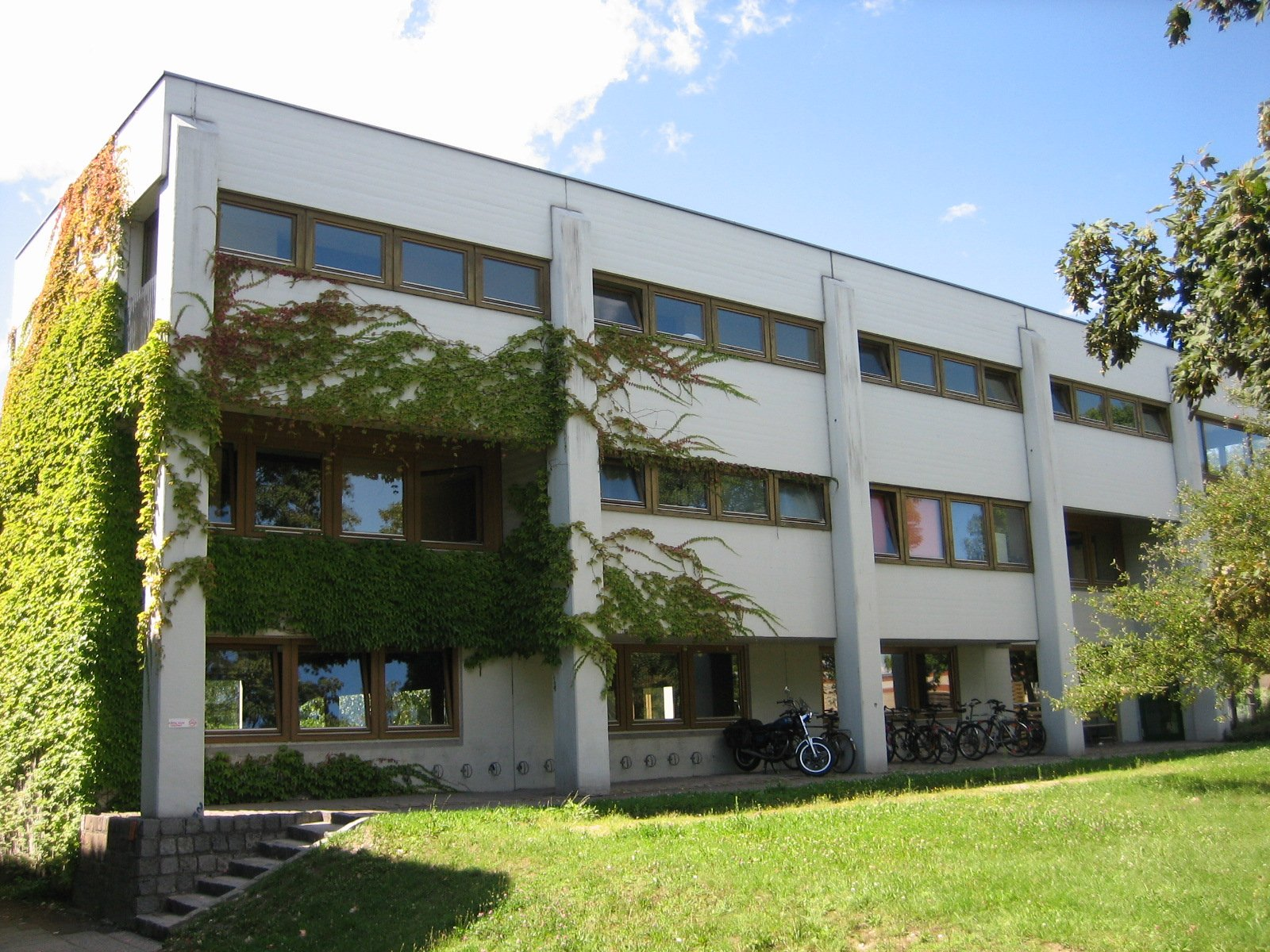
Wohnheim

In begrenzter Anzahl stehen für Schüler Wohnräume zur Verfügung. Das Wohnheim in unmittelbarer Nachbarschaft der Schule verfügt über 60 Einzelzimmer. Jedes Zimmer ist vollständig möbliert. Je zwei Zimmer besitzen eine kleine gemeinsame Küche. Toiletten und Duschen befinden sich auf den Gängen. Aufenthaltsräume gibt es im Erd- und im Untergeschoss. Im Keller können drei Waschmaschinen und ein Trockner von den Bewohnern genutzt werden.

## Geschichte
Das Bayernkolleg wurde 1966 als staatliche Einrichtung sowohl in Augsburg wie in Schweinfurt gegründet und nahm mit dem Schuljahr 1966/67 seine Unterrichtstätigkeit auf. In den Anfangsjahren im alten Gymnasium bei St. Anna untergebracht, erhielt es im Jahr 1970 ein neues Domizil im Augsburger Stadtteil Lechhausen.
Im Jahr 2011 kamen 36 Prozent der Schüler aus Familien mit Migrationshintergrund.
Am 6. Juni 2011 wurden in der „Augsburger Allgemeinen“ Überlegungen des Kultusministeriums publik, das Bayernkolleg von Augsburg nach Marktoberdorf zu verlegen. Die Gedankenspiele wurden ausgelöst durch den Investitionsbedarf für die Baulichkeiten in Augsburg. Für etwa 15 Millionen Euro sollte ein Neubau des Wohnheims und Sanierungsarbeiten anstehen. Die Überlegungen lösten Proteste in Augsburg unter anderem bei Politikern und den von einem Umzug betroffenen Kollegiaten aus. 2011 wurde beschlossen den Standort Augsburg beizubehalten und zu sanieren.
2018 wurde beschlossen, dass das denkmalgeschützte Gebäude der ehemaligen pädagogischen Hochschule vom Staatlichen Bauamt für einen Umzug der Schule saniert wird. Zusätzlich wurde mit den Bauarbeiten für den Erweiterungsbau des Wohnheims begonnen.
Seit April 2022 werden die Schüler und Schülerinnen des Bayernkollegs in der ehemaligen pädagogischen Hochschule unterrichtet. Die alte Einrichtung wird vorübergehend als Ausweichgebäude für die Bayerische Staatsbibliothek gebraucht.

## Zusammenarbeit
Das Bayernkolleg Augsburg befindet sich in einem ständigen Erfahrungsaustausch mit vergleichbaren Einrichtungen in Bayern. Es existieren Kontakte zum Theresianum in Bamberg, zum Münchenkolleg, zum Hermann-Kesten-Kolleg in Nürnberg, dem Bayernkolleg Schweinfurt und zu St. Matthias Waldram in Wolfratshausen.

## Bekannte Absolventen des Augsburger Bayernkollegs
- Caroline Mardaus, Schriftstellerin
- Josef Miller, Politiker
- Wilhelm Schmid, Philosoph
- Marco Maurer, Journalist und Autor

## Förderverein
Das Bayernkolleg wird durch einen Förderverein unterstützt. Der im Jahr 1993 in Augsburg errichtete Verein der Freunde des Bayernkollegs e. V. hat das Ziel, für die Bildungseinrichtung zu werben und Geldmittel einzuwerben. Sie sollen bestimmten Projekten der Schule und ihrer Kollegiaten zugutekommen. Ferner ist das Erhalten von Kontakten der aktiven und ehemaligen Absolventen und Lehrkräften zum Unterstützen von Schulaktivitäten vom Verein angestrebt.